# مركز القدس للنساء
مركز القدس للنساء (JCW) هو منظمة نسوية تأسست عام 1994 جزءً من جهد نسوي تعاوني مع بات شالوم المعروف باسم رابط القدس. يهدف مركز القدس للنساء إلى الحد من الأعمال العدائية بين فلسطين وإسرائيل، وكذلك مناصرة حقوق المرأة في المنطقتين. تشمل معظم التكتيكات التي تستخدمها هذه المنظمة الدعوة وورش العمل للمشاركة المجتمعية، بالإضافة إلى جلسات العلاج الصوتي. تتلقى المجموعة الدعم من خلال التمويل الدولي والاهتمام.

## تاريخ

### التأسيس
تأسس مركز القدس للنساء عام 1994. في ذلك الوقت، كانت الانتفاضة الأولى قد شارفت على نهايتها. أدت التداعيات التي نتجت عن الصراع إلى تجدد العداء من كلا الجانبين، ولكنها أدت أيضًا إلى تجدد الرغبة في مناصرة السلام. كانت هناك فكرة لمبادرة تعاونية بين منظمة من أصل فلسطيني ومنظمة من أصل إسرائيلي، والتي صُممت خلال قمة عام 1989 حول أنشطة الناشطات الفلسطينيات والإسرائيليات. صارت هذه الفكرة رابط القدس، وهو جهد تعاوني بين مجموعة فلسطينية ومجموعة إسرائيلية للعمل معًا في مواضيع النسوية والسلام بين إسرائيل وفلسطين.مثل مركز القدس للنساء، ضمن رابط القدس، الجانب الفلسطيني من التعاون ومثلت بات شالوم الجانب الإسرائيلي. كان هذا التعاون بمثابة وسيلة لتعزيز أهداف المناصرة ورمزًا للتعاون بين الشعبين الفلسطيني والإسرائيلي.

### بعد سبتمبر 2001
تلقى مركز القدس للنساء الدعم في البداية من الولايات المتحدة ، إلا أن انتخاب الرئيس جورج دبليو بوش أوجد عقبات حالت دون تقديمها دعمًا أجنبيًا للمنظمة، فقد تغيرت أولويات حكومة الولايات المتحدة، ولم يُنظر إلى الصراع الإسرائيلي الفلسطيني على أنه أولوية عالية كما كان في السابق. وقعت هجمات 11 سبتمبر 2001 في ذلك الوقت، وغيّرت الولايات المتحدة تركيزها من الصراع الفلسطيني والإسرائيلي إلى الأنشطة التي تحدث في العراق.وقد أدى ذلك إلى إثارة مخاوف بين أعضاء "القدس لينك"، من أن الحكومة الإسرائيلية قد تنتهز الفرصة لمواصلة توسعها في الأراضي الفلسطينية. وردًا على ذلك، تعاون مركز القدس للنساء مع بات شالوم لضمان الحفاظ على المساواة في الحقوق بينما كان اهتمام الولايات المتحدة في مكان آخر.

### في أعقاب الانتفاضة الثانية
في حين أن الانتفاضة الأولى خلقت بعض الدعم لمناصرة السلام، فإن تداعيات الانتفاضة الثانية قللت من الاهتمام بالسلام في الصراع. تسبب هذا الصراع في بعض المشاكل لمركز القدس للنساء. عارضت الحكومتان في كل من إسرائيل وفلسطين فكرة التواصل عبر الحدود، الأمر الذي أدى إلى توتر العلاقات إلى حد ما بين مركز القدس للنساء وبات شالوم. على الرغم من هذه النكسة، واصل مركز القدس للنساء محاولته لتعزيز السلام والمساواة. ظلت عضوية المنظمة قوية في البداية بعد الانتفاضة الثانية، ويرجع ذلك في جزء كبير منه إلى التركيز على المساواة في هيكلها. خلال عام 2003، طبق مركز القدس للنساء مجموعة متنوعة من البرامج الجديدة لدعم النساء وتدريبهن على كيفية الدفاع عن حقوقهن كانت هذه البرامج الجديدة نهجًا عمليًا أكثر، مما سمح لأعضاء المجموعة بلعب دور أكثر نشاطًا في بناء الدولة. لكن مع مرور السنين، ازدادت التوترات بين مركز القدس للنساء وبات شالوم مع الأعمال العدائية للصراع الفلسطيني الإسرائيلي.

## الأهداف والأنشطة

### الأهداف والقيم
الهدف الرئيس لمركز القدس للنساء هو الدفاع عن حقوق المرأة في إسرائيل وفلسطين، وتدريبها على الطرق التي يمكن أن تؤثر على بناء الدولة والحفاظ عليها من خلال المناصرة. كما تدعو المنظمة إلى السلام بين السكان الإسرائيليين والفلسطينيين. يحاول مركز القدس للنساء، في سلوكه نحو الهدف، الحفاظ على قيمة المساواة من خلال هيكله وأفعاله. يحاول موقع المنظمة وعضويتها وقيادتها أن تعكس قيمة المساواة هذه، وقد ساعدتها على البقاء بعد الانتفاضة الثانية.

### أنشطة
تماشيًا مع هدفه المتمثل في تدريب النساء على لعب دور أكثر نشاطًا في المجتمعات، فإن الطريقة الشائعة التي يستخدمها مركز القدس للنساء هي إنشاء معسكرات تدريب للنساء في المجتمعات الفلسطينية والإسرائيلية. تقوم معسكرات التدريب هذه بتثقيف النساء حول مواضيع مثل السياسة والقيادة والقانون والثقافة. وُفر المزيد من أشكال التدريب بمرور الوقت. كانت تقنيات حل النزاعات انطلاقًا من القواعد الشعبية إلى صناعة القرار، على سبيل المثال، كان هناك معسكرين تدريبيين بقيادة مركز القدس للنساء سعيا إلى إقناع النساء بالدعوة بنشاط من أجل تحسين مجتمعهن. كانت هناك برامج أخرى خارج معسكرات التدريب التي أنشأها مركز القدس للنساء داخل المجتمعات المحلية. خلال السنوات الأولى من تاريخ المنظمة، أدار مركز القدس للنساء منتديات مختلفة للناس لبحث ومناقشة قضايا الصراع الفلسطيني والإسرائيلي. أُنشئت هذه المنتديات في وقت مبكر من عام 1997، حيث تألف المنتدى المذكور من أسبوع من الأنشطة. استخدم مركز القدس للنساء في كثير من الأحيان طريقة أخرى للدعوة، فجاءت في شكل مشاريع علاج الصوت. كان أعضاء مركز القدس للنساء يستمعون إلى شكاوى النساء اللواتي وقعن ضحية أو عرفن بشخص وقع ضحية الصراع الفلسطيني الإسرائيلي على غرار جلسات الإرشاد النفسي. كما حاول مركز القدس للنساء في بعض الأحيان مناشدة الأفراد الذين يشغلون مناصب في السلطة. كان مركز القدس للنساء نشطًا خلال يوم المرأة العالمي على سبيل المثال، لجلب مخاوف المنظمة والمجتمع إلى الحكومة الإسرائيلية.  كما عمل مركز القدس للنساء وبات شالوم على مبادرة كتبوا فيها رسائل تدعو إلى السلام، وأرسلوها لنشرها في أخبار الدولتين. حاول مركز القدس للنساء أيضًا توجيه نداءات إلى الحكومات الأجنبية. عادة ما يُعبر عن هذه المناشدات باستخدام لغة نشطة، مثل وصف الاحتلال الإسرائيلي بأنه المحفز للرد العنيف الذي حدث. ومن الأمثلة على الدعوة إلى حكومة أجنبية، النداء التعاوني للأمم المتحدة، باعتباره دعوة للعمل. 

### التعاون مع بات شالوم
تعاون مركز القدس للنساء مع بات شالوم في عدة مناسبات. كان الهدف الرئيس من الحفاظ على هذه العلاقة هو تعزيز الشعور بالوحدة بين فلسطين وإسرائيل. كانت علاقة المجموعة جيدة في البداية، على الرغم من وجود بعض العقبات التي أعاقت التعاون أحيانًا. مع اقتراب بداية تأسيسه، واجه مركز القدس للنساء بعض الخلاف مع بات شالوم فيما يتعلق بتعريف حق العودة للفلسطينيين. كان هذا في وقت مبكر من تشكيل رابط القدس، عندما كانت كلتا المجموعتين تعملان على بناء مبادئ توجيهية مشتركة للسلوك، والمعروفة باسم إعلان مبادئ رابط القدس. على الرغم من أن كلا المجموعتين اتفقتا مع موقف حق العودة، إلا أنهما اختلفتا على بعض التفاصيل. في الفترة من عام 2001 إلى عام 2002، أدى هذا الخلاف إلى مزيد من التعثر في العلاقة بين المجموعتين. اتفقت المجموعتان في النهاية على تطبيق تعريفهما الخاص لحق العودة باعتباره المساواة في الكرامة والحقوق للشعبين الفلسطيني والإسرائيلي. عقد مركز القدس للنساء وبات شالوم ندوتهما الخاصة في وقت مبكر من عام 1997، والمعروفة باسم "تقاسم القدس: عاصمتان لدولتين".  كما ساعد مركز القدس للنساء بات شالوم في تطوير شبكة الطوارئ النسائية. كان من المفترض أن تكون الشبكة نفسها نوعًا من إجراءات الاستطلاع، وقد أُنشئت بعد أن حولت الولايات المتحدة انتباهها بعيدًا عن الصراع الإسرائيلي الفلسطيني. صُممت الشبكة بهدف مراقبة نشاط الاعتقال الإسرائيلي. تقوم النساء من كلا الجانبين بإبلاغ بات شالوم في حال اتخذت إجراءات الاعتقال الإسرائيلي ضد الفلسطينيين. ومن ثم تعمل كلتا المنظمتين معًا بشأن هذه القضايا. كانت هناك محاولة للحفاظ على قيمة التوازن في السيطرة بين المجموعتين، خلال مشاريع المناصرة. فعند تصميم وتنفيذ هذه المشاريع، يُمنح الأعضاء الفلسطينيين والإسرائيليين منصات للتحدث وقيادة الجهود التنظيمية. علاوة على ذلك، تميل كلتا المجموعتين إلى التفكير في العلاقة التي تربطهما ببعضهما البعض، من أجل تجنب سيطرة مجموعة على الأخرى.

## الهيكل والعضوية

### الأعضاء والموقع
يقع مركز القدس للنساء في منطقة قريبة من الحدود التي تفصل فلسطين عن إسرائيل في الضفة الغربية. يسمح هذا الموقع لكل من الفلسطينيين والإسرائيليين بالوصول إلى المنظمة. عادة ما تُنفذ الأنشطة في الضفة الغربية، وكذلك داخل إسرائيل. لمركز القدس للنساء أشكال متعددة من القيادة. ولدى المنظمة مجلس إدارة مؤلف من حوالي 8 إلى 10 نساء لقيادة المجموعة، ومجموعة كبيرة تصل إلى 42 عضوًا يشكلون مجلسًا لمناقشة مسائل القيادة بشكل أكبر. العديد من الأعضاء الذين يشغلون مناصب في مجلس إدارة المنظمة عملوا أيضًا في رابط القدس، أو انضموا إلى المنظمة منذ إنشائها. على الرغم من عدم وجود انتخابات لتحديد قادة جدد للمنظمة، إلا أنه لا تزال هناك بعض التغييرات في أعضاء مجلس الإدارة من وقت لآخر. إذا طُرح قرار داخل المنظمة، فعادة ما يُمرر بالإجماع فقط. ومع ذلك، فإن عضوية مركز القدس للنساء لا تتكون بالكامل من هذه الهيئات القيادية. عُين بعض الأعضاء للتعامل مع بعض الأدوار الإدارية للمنظمة. إن الانضمام إلى مركز القدس للنساء أمر صعب إلى حد ما، حيث أن المنظمة أكثر انتقائية في نهجها لقبول الأعضاء الجدد. التركيبة السكانية متوازنة نسبيًا بين القادمين من إسرائيل وفلسطين، على الرغم من عدم وجود تمثيل من مجموعة فرعية من الشعب الإسرائيلي المعروفة باسم المزراحي. لم يكن هذا النقص في التمثيل شائعًا تمامًا، وكان يمكن أن يكون بسبب التركيز على حقوق المرأة ككل بدلاً من التركيز بشكل خاص على حقوق المرأة الشرقية. معظم أعضاء المنظمة لديهم شكل من أشكال التعليم، مثل درجة البكالوريوس أو أوراق الاعتماد اللازمة لشغل بعض المناصب الحكومية.

### التمويل والدعم
يتلقى مركز القدس للنساء مساعدات دولية منذ فترة طويلة. وعادة ما تتلقى المنظمة تمويلا من دول أجنبية. منذ البداية، كان أحد أبرز المؤيدين للتنظيم هو الاتحاد الأوروبي، الذي دعم أيضًا بات شالوم. أثار التمويل والدعم الدولي لمركز القدس للنساء غضب بعض الجماعات النسوية الأخرى في المنطقة، مع القلق من أن المنظمة قد تكون مؤسسية للغاية. على الرغم من أن مركز القدس للنساء يستخدم الدعم الأجنبي للمساعدة في تمويل أنشطته، إلا أنه يسعى أيضًا للحصول على دعم دولي من أجل الوصول إلى منصة أفضل للتعبير عن مخاوفهم. للحصول على هذا الدعم، يحاول مركز القدس للنساء عادة مواءمة أهدافه مع أهداف الحكومات الدولية. في بعض الأحيان، يكون لأنشطة المجموعة هدف إضافي يتمثل في جذب انتباه الشخصيات الدبلوماسية لزيادة الوعي على المستوى الدولي.

### فهرس
1. ↑  عرب أورغ 2016.
2. ↑  مفتاح 2005.
3. ↑  جامعة القدس 2013.
4. ↑  وكالة خبر 2017.
5. 1 2 3  Bahdi 2003، صفحة 42.
6. ↑  Powers 2006، صفحات 9–10.
7. 1 2 3 4  Weinberg 2007، صفحة 105.
8. ↑  Bar-On 1996، صفحات 269–270.
9. ↑  Cockburn 2014.
10. ↑  Bahdi 2003.
11. 1 2  Weinberg 2007، صفحة 106.
12. ↑  Weinberg 2007، صفحات 106–107.
13. ↑  Weinberg 2007، صفحة 109.
14. ↑  Lerner 2003، صفحات 182–183.
15. 1 2 3  Cockburn 2014، صفحة 439.
16. 1 2 3 4 5  Maoz 2004، صفحة 569.
17. 1 2 3  Powers 2006، صفحة 10.
18. ↑  Cockburn & 2014 p439.
19. ↑  Cockburn 2014، صفحة 434.
20. ↑  Powers 2006، صفحة 118.
21. ↑  Powers 2006، صفحة 9.
22. ↑  Bernards 1998، صفحة 50.
23. ↑  Weinberg 2007، صفحة 108–109.
24. ↑  Groves 2002، صفحة 440.
25. ↑  Weinberg 2007، صفحة 108.
26. ↑  Groves 2002، صفحة 435.
27. ↑  Bahdi 2003، صفحة 41.
28. ↑  Prusher 1997.
29. ↑  Weinberg 2007، صفحات 109–110.
30. ↑  Bahdi 2003، صفحة 43.
31. ↑  Kumpulainen 2008، صفحات 40–41.
32. 1 2  Kumpulainen 2008، صفحة 40.
33. ↑  Kumpulainen 2008، صفحة 41.
34. ↑  Cockburn 2014، صفحة 10.
35. ↑  Kumpulainen 2008، صفحة 44.
36. ↑  Dahan-Kalev 2001، صفحة 675.
37. ↑  Kumpulainen 2008، صفحة 45.

### المعلومات الكاملة للمراجع
- عرب أورغ (27 فبراير 2016). "مركز القدس للنساء | arab.org". مؤرشف من الأصل في 2023-05-05. اطلع عليه بتاريخ 2023-05-05.
- مفتاح (25 فبراير 2005). "مفتاح - مركز القدس للنساء يطالب بالافراج عن الأسرى المقدسيين والأسيرات". مفتاح. مؤرشف من الأصل في 2023-05-05. اطلع عليه بتاريخ 2023-05-05.{{استشهاد ويب}}:  صيانة الاستشهاد: التاريخ والسنة (link)
- جامعة القدس (28 يناير 2013). "وحدة التدريب والعمل التطوعي بالشراكة مع مركز القدس للنساء ينظمان برنامج تدريبي بعنوان بدنا إنغير". جامعة القدس. مؤرشف من الأصل في 2022-06-28. اطلع عليه بتاريخ 2023-05-05.
- وكالة خبر (6 أبريل 2017). "السوداني ومركز القدس للنساء يوقعان اتفاقية تعاون مشترك". وكالة خبر الفلسطينية للصحافة. مؤرشف من الأصل في 2023-05-05. اطلع عليه بتاريخ 2023-05-05.
- Bahdi، Reem (1 فبراير 2003). "Security Council Resolution 1325: Practice and Prospects". Refuge: Canada's Journal on Refugees: 41–51. DOI:10.25071/1920-7336.21289. ISSN:1920-7336. مؤرشف من الأصل في 2021-04-14. اطلع عليه بتاريخ 2023-05-04.
- Bar-On، Mordechai (1996). In pursuit of peace : a history of the Israeli peace movement. Washington, D.C.: United States Institute of Peace Press. ISBN:1-878379-54-2. OCLC:34149797. مؤرشف من الأصل في 2023-05-17.
- Cockburn, Cynthia (3 Jul 2014). "The Dialogue that Died: ISRAELI JEWISH AND ISRAELI PALESTINIAN WOMEN IN HARD TIMES". International Feminist Journal of Politics (بالإنجليزية). 16 (3): 430–447. DOI:10.1080/14616742.2013.849964. ISSN:1461-6742. Archived from the original on 2023-05-04.
- Bernards، Reena (1998). "Women as Citizen-Diplomats". Women's Studies Quarterly. ج. 26 ع. 3/4: 48–56. ISSN:0732-1562. مؤرشف من الأصل في 2018-04-02.
- Dahan-Kalev, Henriette (2001-11). "Tensions in israeli feminism". Women's Studies International Forum (بالإنجليزية). 24 (6): 669–684. DOI:10.1016/S0277-5395(01)00206-0. Archived from the original on 30 يونيو 2018. Retrieved 5 مايو 2023. {{استشهاد بدورية محكمة}}: تحقق من التاريخ في: |تاريخ= (help)
- Heidi، Kumpulainen, (2008). "Keeping Alive the Symbol : A Case Study of the Israeli and Palestinian Women of the Jerusalem Link". مؤرشف من الأصل في 2023-05-05. {{استشهاد بدورية محكمة}}: الاستشهاد بدورية محكمة يطلب |دورية محكمة= (مساعدة)صيانة الاستشهاد: أسماء متعددة: قائمة المؤلفين (link) صيانة الاستشهاد: علامات ترقيم زائدة (link)
- Maoz، Ifat (2004). "Peace Building in Violent Conflict: Israeli-Palestinian Post-Oslo People-to-People Activities". International Journal of Politics, Culture, and Society. ج. 17 ع. 3: 563–574. ISSN:0891-4486. مؤرشف من الأصل في 2022-12-08. اطلع عليه بتاريخ 2023-05-05.
- Groves، Sharon (2002). "News and Views". Feminist Studies. ج. 28 ع. 2.
- Lerner، Michael (2003). Healing Israel/Palestine : a path to peace and reconciliation. Berkeley, Calif.: North Atlantic Books. ISBN:1-55643-484-7. OCLC:52458929. مؤرشف من الأصل في 2022-05-24. اطلع عليه بتاريخ 2023-05-05.
- Powers، Janet M. (2006). Blossoms on the olive tree : Israeli and Palestinian women working for peace. Westport, Conn.: Praeger. ISBN:978-0-313-07150-8. OCLC:651833238. مؤرشف من الأصل في 2023-05-17.
- Prusher، Ilene (1997). "Palestinian and Israeli Women Explore a 'Shared Jerusalem'". Christian Science Monitor. ع. 144. مؤرشف من الأصل في 2022-05-16. اطلع عليه بتاريخ 2023-05-05.
- Weinberg، Jessica P. (2007). "'The Most Basic Threat ... to Israeli and Palestinian Women Is ... the Occupation': Enduring Strategies and Shifting Tactics of Israeli and Palestinian Feminist Peace NGOs in the Post-9/11 World". NWSA Journal. ج. 19 ع. 2: 104–117. ISSN:1040-0656. مؤرشف من الأصل في 2023-05-04.